# Olimpiai emlékoszlop (Makó)

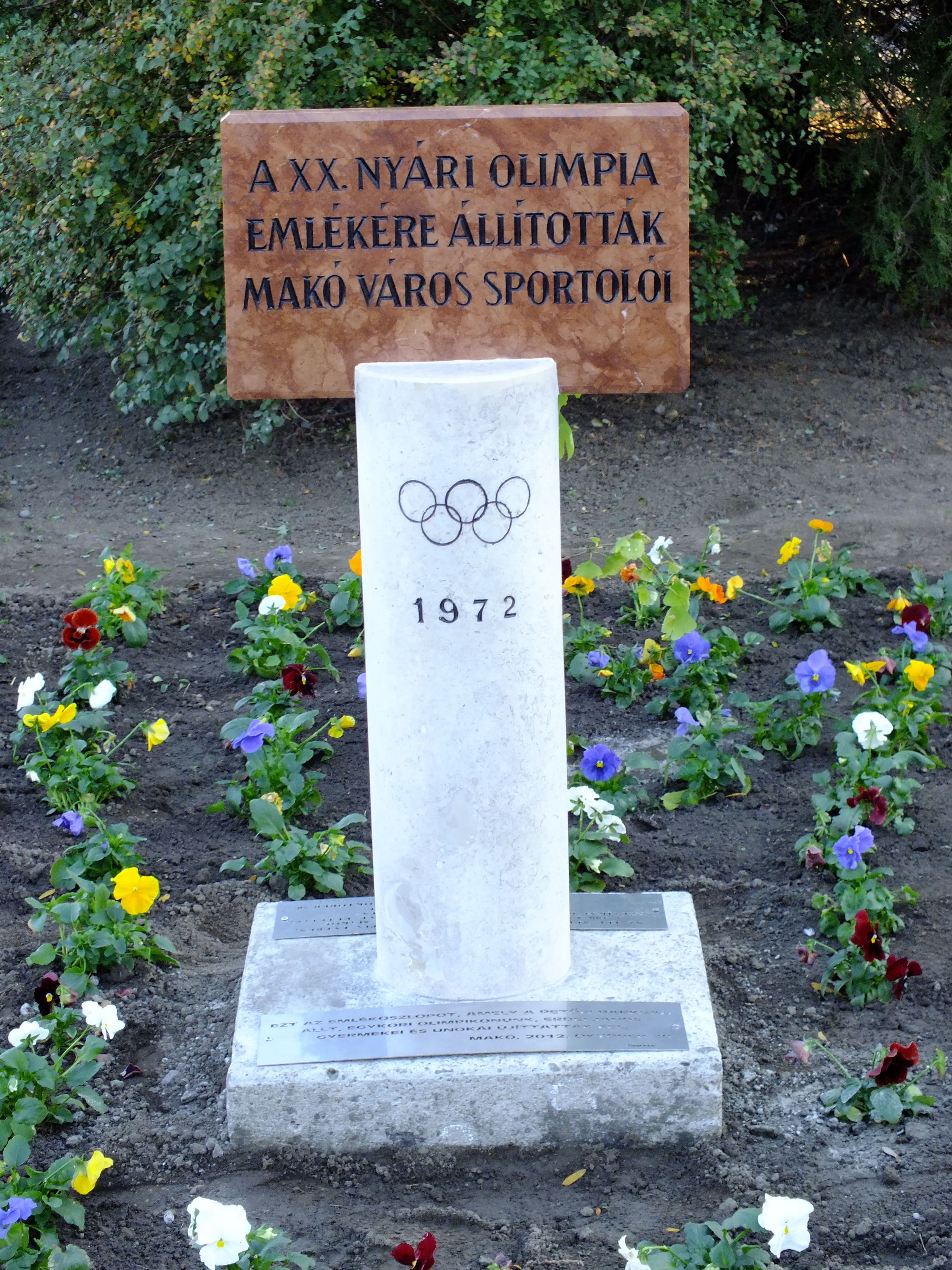
Az olimpiai emlékoszlop a felújítás után

A makói Olimpiai Emlékoszlop az 1972-es müncheni olimpia tiszteletére emelt emlékmű, amely az Erdei Ferenc téri sportpályán található.
Az emlékoszlopot 1972-ben állították a város sportolói a Petőfi park Hollósy Kornélia - Lehel utca felőli sarkán, így adózva az abban az évben megrendezett nyári olimpiai játékok előtt. Az emlékmű henger alakú kőoszlopra erősített márványtábla volt; az oszlopra az olimpiai öt karikát és az évszámot, a táblára pedig A XX. nyári olimpia emlékére állították Makó város sportolói szöveget vésték. Az avatáson részt vett Erdei János ökölvívó, makói olimpikon is, aki az oszlop közelében egy emlékfát, egy fiatal platáncsemetét ültetett el. A fa gyökere mellé egy időkapszula került, amibe a sportoló több mint húszéves pályafutásának fénypontjait elmesélő személyes visszaemlékezéseit helyezte.
Az olimpiai emlékoszlop állaga az idő múlásával igencsak leromlott; az emléktábla eltűnt, a kőoszlop maga töredezetté és mohássá, a rajta lévő felirat pedig kivehetetlenné vált, az emlékfa pedig nem sokkal fölavatása után kipusztult. Negyven évvel fölállítása után, 2012 májusában a makói sportbarátokban fölmerült az emlékoszlop felújításának gondolata. Az ötletet Molnár László, a helyi képviselő-testület tagja és sporttanácsnoka karolta föl.
Az emlékoszlopot pár hónap alatt felújították és elkészítették az új márványtáblát is az eredeti felirattal; utóbbi Szigeti Márton apátfalvi kőfaragó munkája. A helyreállítás költségeit Erdei János családja és Molnár László fizette. Az oszlop új helyre került: elsősorban a vandalizmustól való félelem volt a motivációja annak, hogy a park helyett a Makó FC stadionjában, az őrzött Erdei Ferenc téri sportpályán helyezzék el az emlékművet. Mellé új emlékfát ültettek, a Makói Atlétikai Klub alapításának századik évfordulójára emlékezve, amit szintén 2012-ben ünnepeltek. Az oszlopot ünnepélyes külsőségek közepette október 20-án avatták föl.